# Berta Zahourek
Berta Zahourek (Viena, Austria, 3 de enero de 1896-14 de junio de 1967) fue una nadadora austríaca especializada en pruebas de estilo libre, donde consiguió ser medallista de bronce olímpica en 1912 en los 4 x 100 metros.

## Carrera deportiva
En los Juegos Olímpicos de Estocolmo 1912 ganó la medalla de bronce en los relevos de 4 x 100 metros estilo libre, con un tiempo de 6:17.0 segundos, tras Reino Unido (oro con 5:52.6 segundos) y Alemania (plata); sus compañeras de equipo fueron las nadadoras: Margarete Adler, Klara Milch y Josephine Sticker.